# Fritillaria macedonica
Fritillaria macedonica là một loài thực vật có hoa trong họ Liliaceae. Loài này được Bornm. miêu tả khoa học đầu tiên năm 1923.